# ナフ語派
ナフ語派とはコーカサス地方のチェチェン共和国、イングーシ共和国、グルジアの一部で話される言語からなる語派である。
- チェチェン語　総話者数：1,330,000人（2002年）[2]

- イングーシ語　総話者数：413,000人（2002年）[3]

- バツ語（グルジア・カヘティ州）　総話者数：3,420人 (2000)

特にチェチェン語とイングーシ語は近縁で両言語は中世の頃分離したと考えられている。バツ語だけは飛び地のようにグルジアのカヘティ州で話されている。

## 音韻
音韻的には他の北東コーカサス語族や北西コーカサス語族の諸言語と比べ子音が少ない方であるが放出音、咽頭音、口蓋垂音などがある点では他のコーカサス地域の諸言語と共通する。バツ語はそれに加えて無声歯茎側面摩擦音[ɬ]を持つ。母音は特にチェチェン語はコーカサス諸言語の中で多く、長母音や二重母音を含む多くの母音を区別する。
| 非円唇前舌母音 | 円唇前舌母音 | 後舌母音~ 中舌母音 |
| -------------- | ------------ | ------------------ |
| [ɪ] [iː]       | [y] [yː]     | [ʊ] [uː]           |
| [je] [ie]      | [ɥø] [yø]    | [wo] [uo]          |
| [e̞] [e̞ː]       | [ø] [øː]     | [o̞] [o̞ː]           |
| [æ] [æː]       |              | [ə] [ɑː]           |

## 文法
ナフ語派は他のコーカサスの諸言語と同じく膠着語で能格型の格標示でありイベリア半島のバスク語とも共通する。またナフ語派は名詞クラスを持っておりチェチェン語、イングーシ語では6クラス、バツ語では8クラスである。
バツ語の例：
| クラス | 単数 | 複数 | 意味                            | これらに属する名詞                                      |
| ------ | ---- | ---- | ------------------------------- | ------------------------------------------------------- |
| M      | v    | b    | 男性                            | mar "夫" ʕuv "羊飼い" voħ "息子"                        |
| F      | j    | d    | 女性                            | nan "母" pstʼu "妻" joħ "娘"                            |
| D      | d    | d    | その他                          | bader "子供" kʼuit’ĭ "猫" dokʼ "心" ditx "肉"           |
| Bd     | b    | d    | 動物                            | carkʼ "歯" maiqĭ "パン" qʼar "雨"                       |
| J      | j    | j    | その他                          | pħu "犬" ča "熊" matx "太陽"                            |
| *Bd/J  | b    | j    | 体の一部 (15個の名詞)           | bak "拳" bʕarkʼ "目" čʼqʼempʼŏ ‘喉’                     |
| *D/J   | d    | j    | 体の一部 (4個の名詞)            | batʼr "唇", larkʼ "耳" tʼotʼ "手", čʼamaǧ "頬"          |
| *B/B   | b    | b    | わずか3個の名詞のみにつけられる | borag "knit slipper" čekam "ブーツ" kakam "autumn wool" |

チェチェン語、イングーシ語では動詞活用は人称を持たず名詞クラスで名詞と一致するのだがバツ語では名詞クラスに加え人称も持っている。
語順はSOVである。